# Hong Seok-hyun
 (décembre 2018).
Si vous disposez d'ouvrages ou d'articles de référence ou si vous connaissez des sites web de qualité traitant du thème abordé ici, merci de compléter l'article en donnant les références utiles à sa vérifiabilité et en les liant à la section « Notes et références ».
Hong Seok-hyun, né le 20 octobre 1949, est une personnalité importante de l'industrie médiatique sud-coréenne. 
Il est président-directeur général de JMnet (Joong Ang Media Network) et de Joong-ang Ilbo.
Il est vice-président de la section Asie Pacifique de la commission Trilatérale et a été ambassadeur de la Corée du Sud aux États-Unis.[Quand ?]